# Station Nowe Miasto Lubawskie
Station Nowe Miasto Lubawskie was een spoorwegstation in de Poolse plaats Nowe Miasto Lubawskie.